# Foc en el cos
Foc en el cos és una pel·lícula de 1981 dirigida per Lawrence Kasdan i interpretada per William Hurt i Kathleen Turner. És considerada un film noir modern. Ha estat doblada al català.

## Argument
En una calorosa localitat de la costa de Florida, el mediocre advocat Ned Racine (William Hurt) comença un aventura amb Matty Walker (Kathleen Turner), l'esposa d'un home de negocis entrat en anys. Walker convenç a Racine de treure del mig al marit, i tots dos confabulen un assassinat. No obstant això, la sort de Racine serà molt diferent als plans previstos.

## Repartiment
- William Hurt: Ned Racine
- Kathleen Turner: Matty Tyler Walker
- Richard Crenna: Edmund Walker
- Ted Danson: Peter Lowenstein
- J.A. Preston: Oscar Grace
- Mickey Rourke: Teddy Lewis
- Kim Zimmer: Mary Ann Simpson

## Crítiques
- Allmovie: «Lawrence Kasdan, en el seu debut com a director, manté el suspens i l'erotisme a dojo, amb girs en l'argument per tot arreu».[5]
- Time: «Foc en el cos posseeix més força narrativa, cohesió de personatges i enteniment de la situació que qualsevol altre guió original des de Chinatown».[6]
- Variety: «Foc en el cos és un fascinant i elegant melodrama on el sexe i el crim caminen de la mà amb rumb a l'infortuni, just com en les pel·lícules d'antany».[7]